# G7 Welcoming Committee Records
G7 Welcoming Committee Records was een Canadees onafhankelijke platenlabel opgericht in 1997 door Chris Hannah en Jord Samolesky van de punkband Propagandhi, en hun vriend Regal. Het label was gevestigd in Winnipeg, Manitoba, in een gebied dat bekend staat als "The Old Market Autonomous Zone". Het label gaf voornamelijk muziek uit van artiesten en bands met een politiek radicaal linkse mening. G7 Welcoming Committee werd opgeheven op 1 april 2008, hoewel er in 2010 nog een ep van Propagandhi werd uitgebracht getiteld The Recovered EP. De opbrengsten van de ep werden aan een goed doel geschonken, Partners in Health.
De naam van het label is een verwijzing naar de Groep van Zeven, wat wordt afgekort tot G7 in het Engels.

## Bands
Een lijst van bands die muziek bij het label hebben laten uitgeven.
| - Bakunin's Bum - ...But Alive - Che: Chapter 127 - Clann Zú - Consolidated - GFK - Giant Sons - Head Hits Concrete - Hiretsukan | - The (International) Noise Conspiracy - I Spy - Jamaica Plain - Greg MacPherson - Malefaction - Mico - Painted Thin - Propagandhi - Randy | - The Rebel Spell - Red Fisher - Rhythm Activism - John K. Samson - Subhumans - Submission Hold - Swallowing Shit - Warsawpack - The Weakerthans |

Het gaf ook spoken word materiaal uit van onder andere Noam Chomsky, Ward Churchill, Ann Hansen, en Howard Zinn.

## Compilatiealbums
- Return of the Read Menace (1999)
- Take Penacilin Now (2005)